# 权景宣
权景宣（？—567年），字晖远，天水郡显亲县（今甘肃省天水市秦安县）人，北魏、西魏、北周官员。

## 家世
父权昙腾，北魏陇西郡守，赠秦州刺史。

## 生平
权景宣少年时豪气任侠，十七岁时北魏行台萧宝夤见到他后对他很是奇异赏识，表奏他为轻车将军，在其帐下为将。528年（孝昌四年），萧宝夤自立为帝，后兵败逃亡，权景宣也回到乡里。宇文泰平定陇右，提拔权景宣为行台郎中。534年，孝武帝元修与高欢决裂，西迁长安，授权景宣镇远将军、步兵校尉，加平西将军、秦州大中正。大统初年（535年），转祠部郎中。
权景宣通晓兵权，有智略。跟从宇文泰在大统三年（537年）攻拔弘农，参与沙苑之战，皆先登陷阵。转外兵郎中。从开府于谨救援洛阳，景宣为督粮官。当时左仆射、冯翊王元季海和开府独孤信收复洛阳，想要修缮皇宫，权景宣带着民伕三千人，出去采购物资。不久东魏兵马到，司州牧元季海等因寡不敌众而撤军，下属城池全部叛变，权景宣在途中率二十骑且战且走，最后单身突围，手斩数人，骑马飞驰而逃，躲藏在百姓家中。景宣以久藏不是办法，乃假造宇文泰文书，在乡间招募部下，得五百余人，保据宜阳（在洛阳西），声称西魏大军马上到来。东魏将段琛等率军至九曲，忌惮景宣不敢前进。景宣恐段琛探知其虚实后来攻，于是带着侍卫亲兵，诈称去迎接大军，向西而逃。半路与仪同李延孙相遇，联合攻下孔城。洛阳以南，不久也来归附。宇文泰即留景宣守张白坞，节度东南义军。四年（538年）七月，东、西魏在河桥、邙山大战，西魏战败，洛阳失守，东魏大将王元轨入洛，十二月，景宣、延孙与东魏降将是云宝等袭击洛阳，王元轨弃城而走。景宣以功授大行台左丞。进屯宜阳，攻占襄城，俘虏郡守王洪显。宇文泰大喜，徵他入朝。录前后功，封显亲县男，除南阳郡守。南阳郡紧邻敌境，原先规定要防守三十五处，百姓不能耕种。景宣到后，将规定废除，只修缮城楼，多备器械，寇盗敛迹，人们得以安心做事。由此百姓称颂，为他立碑颂德。宇文泰特地赏赐粮食布帛，迁任广州刺史（郡治襄城郡，在河南鲁山）。 
547年，东魏高欢死后，侯景以河南六州之地归附西魏，景宣随仆射王思政前去接收。不久侯景因得不到宇文泰信任，又向南投降梁武帝，西魏唯恐东魏收复河南，以景宣为大都督、豫州刺史，镇守乐口。东魏亦派出张伯德为刺史。张伯德令其将刘贵平率其戍卒及山蛮，屡次来攻打。景宣手下不满千人，随机奋击，贵平乃退走。进授使持节、车骑大将军、仪同三司。549年，东魏高岳围水灌城，攻陷颍川，宇文泰以乐口等诸城道路阻绝，命令西魏兵马全部撤回。襄州刺史杞秀以狼狈获罪。景宣号令严明，戎旅整肃，全军而返，独被优赏。仍留镇荆州，委以鵶南之事。 
梁武帝之孙岳阳王萧詧攻打镇守江陵的梁武帝第七子萧绎（梁元帝）失败，部将杜岸及其弟杜幼安、兄长之子杜龛，担心萧詧失势，率领部下投降江陵。萧詧部众大惊，连夜逃回襄阳，器械物资，大多遗失。萧詧担心不能自保，于549年派遣使者向西魏自称藩国，请求归附，景宣于是率骑兵三千前去帮助萧詧。萧绎派柳仲礼率军进取襄阳。萧詧害怕，将妻子王氏及长子萧嶚送到西魏为质，请求救兵。宇文泰派遣开府杨忠率军支援。550年，景宣与杨忠生擒柳仲礼，攻占安陆、随郡，平定汉水以东，立萧詧为梁王。
久之，随州城人吴士英杀死刺史黄道玉，聚众为寇。权景宣认为吴士英是小毛贼，可以计取之，若宣扬其罪，恐同恶者会更多。于是写信给吴士英，假装称刺史黄道玉凶暴，吴士英等人杀之有功。吴士英等果然相信，前往领功。景宣将其捉住杀死，乘群寇群龙无首之际，进攻应城，剿灭了贼寇，生擒夏侯珍洽。于是应、礼、安、随等地平定。西魏朝议以景宣威行南方，乃授并、安、肆、郢、新、应六州诸军事、并州刺史。寻进骠骑大将军、开府仪同三司，加侍中，兼督江、北司二州诸军事，进爵为显亲县伯。唐州蛮田鲁嘉自号豫州伯，引来北齐兵马为援，景宣又破之，俘获田鲁嘉，设其地为郡。转安州刺史。梁定州刺史李洪远先降后叛，景宣厌恶其怀有贰心，暗中偷袭将之击破，俘获其家口及部众。李洪远脱身逃亡。从此酋帅慑服，无敢叛者。
554年十月，燕国公于谨南征江陵梁元帝，权景宣在涢水击破梁司空陆法和司马羊亮于。又遣别帅攻陷鲁山，制造舟船，大张旗帜，威慑梁人。梁将王琳在湘州，景宣写信招降，王琳遂遣长史席壑向景宣归降。北周孝闵帝登基建国，征权景宣为司宪中大夫。寻除基鄀硖平四州五防诸军事、江陵防主，加大将军。
保定四年（564年），晋公宇文护东讨北齐，权景宣以大将军帅山南诸军出豫州，攻略河南。齐豫州刺史王士良、永州刺史萧世怡以城降。景宣以开府谢彻守永州，开府郭彦守豫州，将王士良、萧世怡及降卒一千人送到京师长安。北周大司马尉迟迥、齐公宇文宪、庸公王雄等领军十万攻打洛阳。北齐司徒斛律光率骑兵五万救援。两军在邙山大战，周军大败。权景宣只好放弃二州，撤军回驻地。至昌州（今四川荣昌）时罗阳蛮反，景宣回军破之。还次灞上，宇文护亲自迎接劳军。
天和初年（566年），授荆州刺史，总管十七州诸军事，进爵千金郡公。567年，南朝陈湘州刺史华皎、巴州刺史戴僧朔举州归附西梁，西梁国主萧岿向北周请求出兵联合攻陈。北周派卫公宇文直总督荆州总管权景宣（统领水军）、大将军元定（统领陆军）等人前往会合，权景宣统领水军与西梁王操二万水军和华皎等到夏口，围攻郢州（武昌）。陈朝派大将淳于量、徐度、吴明彻（统领水军）等领水陆诸军来援。大战前夕，权景宣作为水军统帅，自以为功高，任遇隆重，遂骄傲纵恣，多自矜伐，兼贪污纳贿，指挥部队，朝令夕改。属下将士大为愤怒，于是莫肯用命。在水军沌口大战时，周军立马溃散，战舰武器，损失无数。当时卫公宇文直总督诸军，以权景宣战败，欲绳之以军法。北周朝廷以他有大功于周朝，不忍加罪，派使者到军中将他赦免。不久就生病去世。赠河、渭、鄯三州刺史，谥曰恭。

## 子孙
- 长子：权如璋，位至开府、胶州刺史。
- 次子：權如玖，字仕玠，隋使持節儀同三司，淮、成二州諸軍事、二州刺史，廣川縣開國公，諡曰昭。
  - 孙：权弘寿，秦王府長史，天水郡開國公，陝東道大行台〇〇、太僕卿、兵戶二部尚書，贈太子少師、盧國公。
    - 曾孙：权知节，郇王府長史，沁、亳、潤三州刺史，使持節桂州諸軍事、桂州都督。
      - 玄孙：权毅（647年－691年），尚唐高宗長女義陽公主李下玉。

## 延伸阅读
[在维基数据编辑]
 《周書/卷28》，出自令狐德棻《周書》
 《北史·卷061》，出自李延壽《北史》